# Melanie Bauschke
Melanie Bauschke (né le 14 juillet 1988 à Berlin) est une athlète allemande, spécialiste du saut en longueur et du saut en hauteur. 

## Palmarès
| Date | Compétition                    | Lieu     | Résultat | Épreuve  | Marque |
| ---- | ------------------------------ | -------- | -------- | -------- | ------ |
| 2009 | Championnats d'Europe espoirs  | Kaunas   | 1re      | Longueur | 6,83 m |
| 2009 | Championnats d'Europe espoirs  | Kaunas   | 2e       | Hauteur  | 1,89 m |
| 2011 | Universiade                    | Shenzhen | 3e       | Longueur | 6,51 m |
| 2012 | Championnats d'Europe          | Helsinki | 7e       | Longueur | 6,50 m |
| 2014 | Championnats d'Europe          | Zurich   | 6e       | Longueur | 6,55 m |
| 2015 | Championnats d'Europe en salle | Prague   | 6e       | Longueur | 6,59 m |

## Records
| Épreuve          | Épreuve      | Performance | Lieu      | Date            |
| ---------------- | ------------ | ----------- | --------- | --------------- |
| Saut en longueur | En plein air | 6,83 m      | Kaunas    | 19 juillet 2009 |
| Saut en longueur | En salle     | 6,68 m      | Karlsruhe | 2 février 2013  |
| Saut en hauteur  | En plein air | 1,90 m      | Berlin    | 20 juin 2009    |
| Saut en hauteur  | En salle     | 1,89 m      | Potsdam   | 23 janvier 2010 |